# Biogeologie
Biogeologie is de studie van hoe de biosfeer en de lithosfeer op elkaar inwerken.

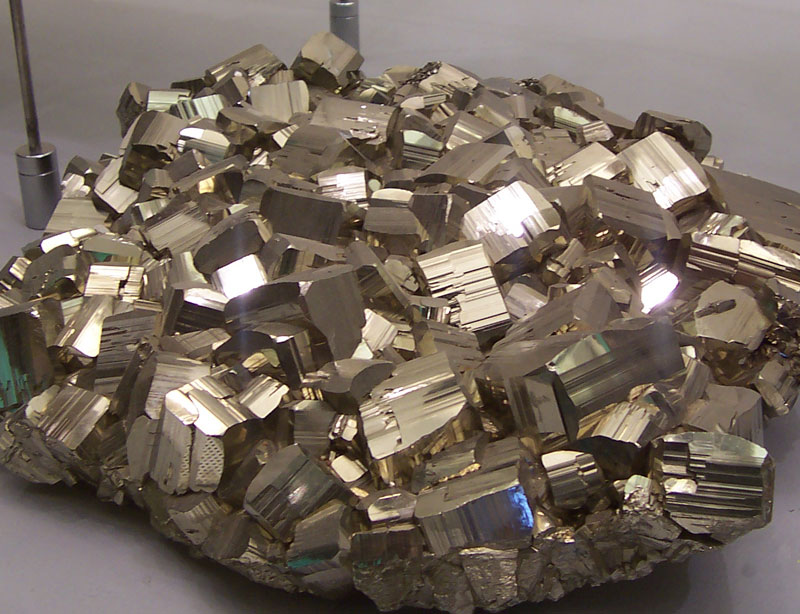
Pyriet

Biogeologie bestudeert biotische, hydrologische en aardse systemen in relatie tot elkaar. Deze tak van de wetenschap probeert tot een inzicht te komen hoe het klimaat, de oceanen en nog andere effecten inwerken op geologische systemen.
Bijvoorbeeld, bacteriën zijn de oorzaak van de vorming van sommige mineralen zoals pyriet en kunnen economisch belangrijke metalen zoals tin en uranium concentreren. De bacteriën zijn ook de oorzaak van de chemische samenstelling van de atmosfeer die verweringsniveaus van rotsen beïnvloedt.
Bodemkunde · Biogeografie · Biogeologie · Fysische geografie · Geoarcheologie · Geochemie · Geodesie · Geofysica · Geomorfologie · Geologie · Glaciologie · Hydrografie · Hydrologie · Klimatologie · Limnologie · Meteorologie · Mijnbouwkunde · Mineralogie · Oceanografie · Paleo-oceanografie · Paleoklimatologie · Paleontologie · Sedimentologie · Seismologie · Speleologie · Stratigrafie · Vulkanologie